# The Sweet Hereafter
The Sweet Hereafter is een dramafilm uit 1997 geregisseerd door Atom Egoyan. De hoofdrollen worden gespeeld door Ian Holm, Sarah Polley en Bruce Greenwood. De film is gebaseerd op het gelijknamige boek uit 1991 van Russell Banks en volgt het verhaal van meerdere personages wonende in een klein dorp waar een ongeluk plaatsvindt met een schoolbus.
De film werd genomineerd voor twee Oscars, waaronder de Oscar voor beste regisseur. De film wist uiteindelijk geen nominatie te verzilveren.

## Rolverdeling
| Acteur                | Personage         |
| --------------------- | ----------------- |
| Ian Holm              | Mitchell Stephens |
| James D. Watts        | Young Mitchell    |
| Caerthan Banks        | Zoe Stephens      |
| Magdalena Sokoloski   | een jonge Zoe     |
| Fides Krucker         | Klara Stephens    |
| Sarah Polley          | Nicole Burnell    |
| Tom McCamus           | Sam Burnell       |
| Brooke Johnson        | Mary Burnell      |
| Allegra Denton        | Jenny Burnell     |
| Gabrielle Rose        | Dolores Driscoll  |
| David Hemblen         | Abbott Driscoll   |
| Bruce Greenwood       | Billy Ansel       |
| Sarah Rosen Fruitman  | Jessica Ansel     |
| Marc Donato           | Mason Ansel       |
| Alberta Watson        | Risa Walker       |
| Maury Chaykin         | Wendell Walker    |
| Devon Finn            | Sean Walker       |
| Arsinée Khanjian      | Wanda Otto        |
| Earl Pastko           | Hartley Otto      |
| Simon Baker           | Bear Otto         |
| Stephanie Morgenstern | Allison O'Donnell |
| Kirsten Kieferle      | stewardess        |
| Russell Banks         | Dr. Robeson       |
| Peter Donaldson       | Schwartz          |
| Mychael Danna         | harmonicaspeler   |

## Prijzen en nominaties
| Jaar | Prijs          | Categorie               | Genomineerde(n) | Uitslag     |
| ---- | -------------- | ----------------------- | --------------- | ----------- |
| 1997 | Academy Awards | Beste regisseur         | Atom Egoyan     | Genomineerd |
| 1997 | Academy Awards | Beste bewerkte scenario | Atom Egoyan     | Genomineerd |